# Stoeberhinus testaceus
Stoeberhinus testaceus (tên tiếng Anh: Sâu bướm khoai tây) là một loài bướm đêm thuộc họ Gelechiidae. Nó phân bố rộng rãi ở Oceania và được ghi nhận từ Java, New Hebrides, Fiji, Quần đảo Cook, from Samoa to quần đảo Austral và quần đảo Marquesas, Hawaii và có thể ở Galapagos.
Ấu trùng ăn lỗ trong các lá cây chết của nhiều loài cây, kể cả cỏ chết.

## Hình ảnh

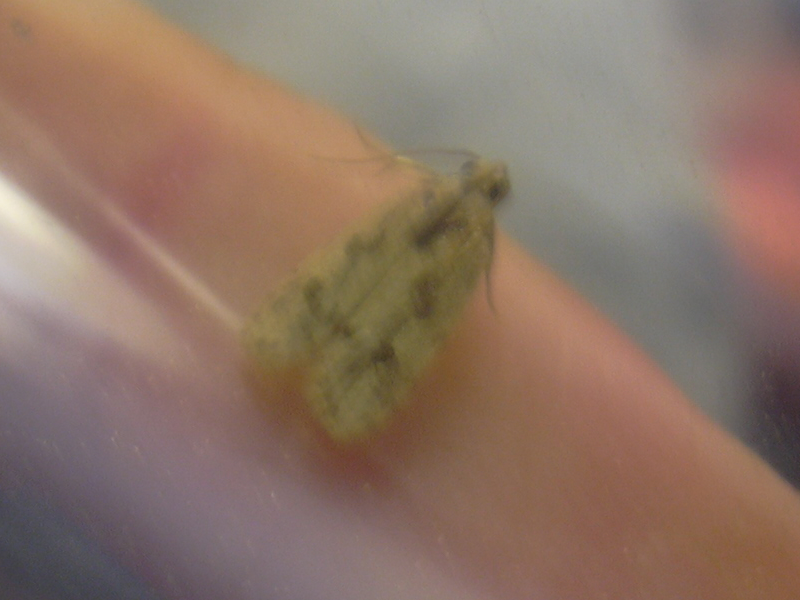